# Baranovski
Baranovski (zapis stylizowany: BARANOVSKI), właściwie Wojciech Baranowski (ur. 29 lipca 1991 w Opocznie) – polski wokalista, kompozytor, autor tekstów i pianista.

## Życiorys
Absolwent II Liceum Ogólnokształcącego w Piotrkowie Trybunalskim.
W marcu 2014 uczestniczył w przesłuchaniach do czwartej edycji programu TVP2 The Voice of Poland; dołączył do drużyny prowadzonej przez Tomsona i Barona, ostatecznie dotarł do odcinków emitowanych na żywo. W 2015 dołączył do zespołu Xxanaxx, z którym nagrał album pt. FWRD. Płyta zajęła 13. miejsce na Oficjalnej Liście Sprzedaży. 
W 2018 rozpoczął karierę solową, przybierając pseudonim Baranovski. 31 stycznia wydał pierwszy utwór „Mamo”, a miesiąc później – debiutancki singiel „Dym”, z którym dotarł do 21. miejsca AirPlay – Top, będącego zestawieniem najczęściej odtwarzanych utworów w polskich rozgłośniach radiowych. 21 maja zaprezentował drugi singiel „Hey”, 22 sierpnia – trzeci singiel „Luźno”, który dotarł do 10. miejsca w zestawieniu AirPlay – Top, a 17 stycznia 2019 – czwarty singiel „Zbiór”. Piosenki umieścił na debiutanckim, solowym albumie studyjnym pt. Zbiór, którego premiera odbyła się 25 października.

## Dyskografia

### Albumy studyjne
| Rok  | Dane dot. albumu                                                                                            | Najwyższa pozycja na liście | Certyfikat             | Sprzedaż       |
| Rok  | Dane dot. albumu                                                                                            | POL                         | Certyfikat             | Sprzedaż       |
| ---- | --- | --------------------------- | ---------------------- | -------------- |
| 2019 | Zbiór - Wydany: 25 października 2019 - Wytwórnia: Warner Music Poland - Format: CD, digital download, winyl | 22                          | - POL: złota płyta     | - POL: 15 000+ |
| 2021 | Baranovski 2 - Wydany: 22 października 2021 - Wytwórnia: Warner Music Poland - Format: CD, digital download | 14                          | - POL: platynowa płyta | - POL: 30 000+ |
| 2024 | Ucieczki i powroty - Wydany: 16 lutego 2024 - Wytwórnia: Warner Music Poland - Format: CD, digital download | 14                          |                        |                |

### Single
| Rok | Tytuł | Najwyższe pozycje na listach | Najwyższe pozycje na listach | Najwyższe pozycje na listach | Najwyższe pozycje na listach | Najwyższe pozycje na listach | Najwyższe pozycje na listach | Certyfikat                 | Sprzedaż        | Album                |
| Rok | Tytuł | POL (airplay)                | POL (airplay nowości)        | SLiP                         | RMF FM                       | Zet                          | LP3                          | Certyfikat                 | Sprzedaż        | Album                |
| --- | --- | ---------------------------- | ---------------------------- | ---------------------------- | ---------------------------- | ---------------------------- | ---------------------------- | -------------------------- | --------------- | -------------------- |
| 2018 | „Dym” | 21                           | 4                            | 19                           | –                            | 5                            | –                            | - ZPAV: złota płyta        | - POL: 10 000+  | Zbiór                |
| 2018 | „Hey” | –                            | –                            | 2                            | –                            | –                            | –                            |                            |                 | Zbiór                |
| 2018 | „Luźno” | 10                           | 1                            | 18                           | 2                            | 4                            | –                            | - ZPAV: platynowa płyta    | - POL: 20 000+  | Zbiór                |
| 2019 | „Zbiór” | 22                           | 2                            | 26                           | 1                            | –                            | –                            | - ZPAV: złota płyta        | - POL: 10 000+  | Zbiór                |
| 2019 | „Czułe miejsce”                                                                                                | 1                            | 1                            | 4                            | 1                            | 8                            | 25                           | - ZPAV: 2× platynowa płyta | - POL: 40 000+  | Zbiór                |
| 2020 | „Sam” | –                            | –                            | –                            | –                            | –                            | –                            |                            |                 | Zbiór                |
| 2020 | „Momenty” | –                            | –                            | 36                           | –                            | –                            | –                            |                            |                 | Baranovski 2         |
| 2020 | „Nigdy sam” (oraz Sarius, Jakub Józef Orliński i Sir Mich)                                                     | –                            | –                            | 38                           | –                            | –                            | X                            |                            |                 | Pepsi Taste the Beat |
| 2020 | „Lubię być z nią”                                                                                              | 1                            | 1                            | 3                            | 1                            | 1                            | X                            | - ZPAV: diamentowa płyta   | - POL: 100 000+ | Baranovski 2         |
| 2020 | „Żyj jak chcesz” (oraz Sarius, PlanBe, Kali, Klaudia Szafrańska, Jakub Józef Orliński, Kuba Więcek i Sir Mich) | –                            | –                            | –                            | –                            | –                            | X                            |                            |                 | Pepsi Taste the Beat |
| 2020 | „Wolność” (oraz Ten Typ Mes)                                                                                   | 56                           | 3                            | –                            | –                            | –                            | X                            |                            |                 | Baranovski 2         |
| 2021 | „Tęskno mi do gwiazd”                                                                                          | 20                           | 1                            | 10                           | 2                            | –                            | X                            |                            |                 | Baranovski 2         |
| 2021 | „Nie mamy nic”                                                                                                 | 14                           | 1                            | 26                           | 2                            | 3                            | X                            | - ZPAV: platynowa płyta    | - POL: 50 000+  | Baranovski 2         |
| 2021 | „Krucjata” | –                            | –                            | –                            | –                            | –                            | X                            |                            |                 | Baranovski 2         |
| 2022 | „Joker” | –                            | –                            | –                            | –                            | –                            | X                            |                            |                 | Ucieczki i powroty   |
| 2023 | „Chcę być sobą”                                                                                                | 87                           | X                            | –                            | –                            | –                            | X                            |                            |                 | Ucieczki i powroty   |
| 2023 | „Sierpień” | 7                            | X                            | 22                           | 2                            | 5                            | X                            |                            |                 | Ucieczki i powroty   |
| 2023 | „Nigdy Cb nie zapomnę” (oraz Holak)                                                                            | –                            | X                            | –                            | –                            | –                            | X                            |                            |                 | –                    |
| 2023 | „Wróć” (oraz Zbigniew Wodecki)                                                                                 | –                            | X                            | 15                           | –                            | –                            | X                            | - ZPAV: złota płyta        | - POL: 25 000+  | –                    |
| 2023 | „Ucieczki i powroty”                                                                                           | –                            | X                            | –                            | –                            | –                            | X                            |                            |                 | Ucieczki i powroty   |
| 2024 | „Potwory i demony”                                                                                             | –                            | X                            | –                            | –                            | –                            | X                            |                            |                 | Ucieczki i powroty   |
| 2024 | „Rakieta” | 16                           | X                            | 24                           | 4                            | 4                            | X                            |                            |                 | Ucieczki i powroty   |
| 2024 | „Naturalnie”                                                                                                   | –                            | X                            | –                            | –                            | –                            | –                            |                            |                 | –                    |
| „–” oznacza, że singel nie był notowany na danej liście. „X” oznacza, że lista nie istniała w danym okresie. | |                              |                              |                              |                              |                              |                              |                            |                 |                      |

### Z gościnnym udziałem
| Rok  | Tytuł                                                 | Album               |
| ---- | ----------------------------------------------------- | ------------------- |
| 2021 | „Ogień w żyłach” (Sarius, gościnnie: Baranovski)      | Antihype 2          |
| 2024 | „Miodowa” (Robert Cichy, gościnnie: Baranovski)       | Spacer po Warszawie |
| 2024 | „Zostanę tu z Tobą” (DrySkull, gościnnie: Baranovski) | –                   |

### Teledyski
| Rok       | Tytuł                   | Reżyseria                                  |
| --------- | ----------------------- | ------------------------------------------ |
| 2018      | „Mamo” (live session)   | Piotr Rajkowski                            |
| 2018      | „Dym”                   | Michał Jagiełło                            |
| 2018      | „Hey”                   | Piotr Rajkowski                            |
| 2018      | „Luźno”                 | Andrzej Biernacki                          |
| 2018      | „Luźno” (wersja soft)   | Baranovski                                 |
| 2019      | „Zbiór”                 | Piotr Onopa                                |
| 2019      | „Czułe miejsce”         | Andiamo                                    |
| 2020      | „Sam”                   | Krzysztof Grudziński                       |
| 2020      | „Momenty”               | Błażej Grochulski                          |
| 2020      | „Lubię być z nią”       | Filip Berendt                              |
| 2020      | „Wolność”               | Patrycja Polkowska                         |
| 2021      | „Tęskno mi do gwiazd”   | Nathaniel Czarnecki                        |
| 2021      | „Nie mamy nic”          | Wojciech Skrzypczyński, Michał Sierakowski |
| 2021      | „Krucjata”              | Piotr Onopa                                |
| Gościnnie |                         |                                            |
| 2016      | xxanaxx – „Blakk Blood” | Andrzej Biernacki                          |
| 2021      | „Ogień w żyłach”        | HDSCVM                                     |

## Nagrody i nominacje
| Rok  | Konkurs        | Kategoria                    | Rezultat  |
| ---- | -------------- | ---------------------------- | --------- |
| 2019 | Fryderyki 2019 | Fonograficzny debiut roku    | Nominacja |
| 2020 | Fryderyki 2020 | Album roku pop (Zbiór)       | Nominacja |
| 2020 | Fryderyki 2020 | Autor roku                   | Nominacja |
| 2020 | Fryderyki 2020 | Utwór roku („Czułe miejsce”) | Nominacja |